# Max Gufler
Max Gufler (* 1. Mai 1918; † 9. August 1966 in Stein) war ein österreichischer Serienmörder.
Über die Kindheit Guflers ist bekannt, dass er durch die Folgen einer schweren Schädelverletzung, die er im Alter von neun Jahren bei einem Unfall erlitten hatte, immer wieder von unberechenbaren Gewaltausbrüchen heimgesucht wurde. Im Zweiten Weltkrieg wurde er als Ambulanzfahrer der Wehrmacht bei Fronteinsätzen erneut durch Granatsplitter im Kopfbereich verletzt. Sein dadurch beeinträchtigter körperlicher und mentaler Zustand könnte letztlich eine Erklärung für seine Taten sein.

## Morde
Nach dem Zweiten Weltkrieg war Gufler in der niederösterreichischen Stadt St. Pölten als Buchhändler tätig, bis er im Jahr 1951 die Tochter eines Trafikanten kennenlernte. Im Kiosk seines Schwiegervaters bot er seinen Kunden verbotene pornografische Fotos an, was schließlich zu seiner und des Kioskbesitzers Inhaftierung führte.
Kaum aus der Haft entlassen, verübte Gufler seinen ersten Mord an der Prostituierten Emilie Meystrzik, die 1952 mit eingeschlagenem Schädel in einem Stundenhotel im Wiener Rotlichtmilieu aufgefunden wurde. Gufler, der inzwischen als Staubsaugervertreter arbeitete, entwickelte sich in den folgenden Jahren zu einem äußerst gerissenen Heiratsschwindler, der Frauen die Ehe versprach und sie umbrachte, sobald es ihm gelungen war, an ihr Geld zu kommen. Er lud seine Opfer zu einer Hochzeitsreise ein und betäubte sie dann mit Kaffee, der mit Barbitursäure versetzt war. Die bewusstlosen Opfer entkleidete er und ertränkte sie in Seen, um das Verbrechen wie Selbstmord aussehen zu lassen.

## Verurteilung
Nach dem Mord an Maria Robas im September 1958 verdichteten sich die Indizien gegen Gufler. Er wurde in St. Pölten wegen des dringenden Tatverdachts festgenommen, seit Kriegsende 18 Frauen ermordet zu haben. Um ihn überführen zu können, wurde von Wiener Gerichtsmedizinern ein damals weltweit neues Verfahren entwickelt, mit dem zwei Schlafmittel getrennt und einzeln identifiziert werden konnten.
Obwohl er für sieben Frauenmorde angeklagt wurde, konnten ihm in einem Geschworenenprozess vor dem Wiener Landesgericht für Strafsachen nur vier Morde und zwei Mordversuche nachgewiesen werden. Trotz seines schweren Hirntraumas wurde Gufler im Mai 1961 deshalb zu einer lebenslangen Haftstrafe verurteilt. 1966 starb er in der Justizanstalt Stein.